# Комгалл (король)
Комгалл (Комгалл мак Домангарт; гэльск. Comgall mac Domangart) — король Дал Риады с 507 года.

## Биография
Комгалл был сыном короля Домангарта I. Вероятно, именно во времена Комгалла территория Дал Риады, первоначально включавшая в себя лишь Антрим и Кинтайр, расширилась, включив в себя Ковал (название которого, очевидно, восходит к имени короля) и, возможно, Арран.
Комгалла считают родоначальником клана Кенел Комгалл (ирл. Cenél Comgaill), представители которого неоднократно занимали престол Дал Риады.
Точный год смерти Комгалла неизвестен. «Анналы Ульстера» сообщают о его кончине в записях под 538, 542 и 545 годами, «Анналы Тигернаха» датируют это событие 537 годом. На престоле Дал Риады Комгаллу наследовал его брат Габран.